# Massimo Sinató

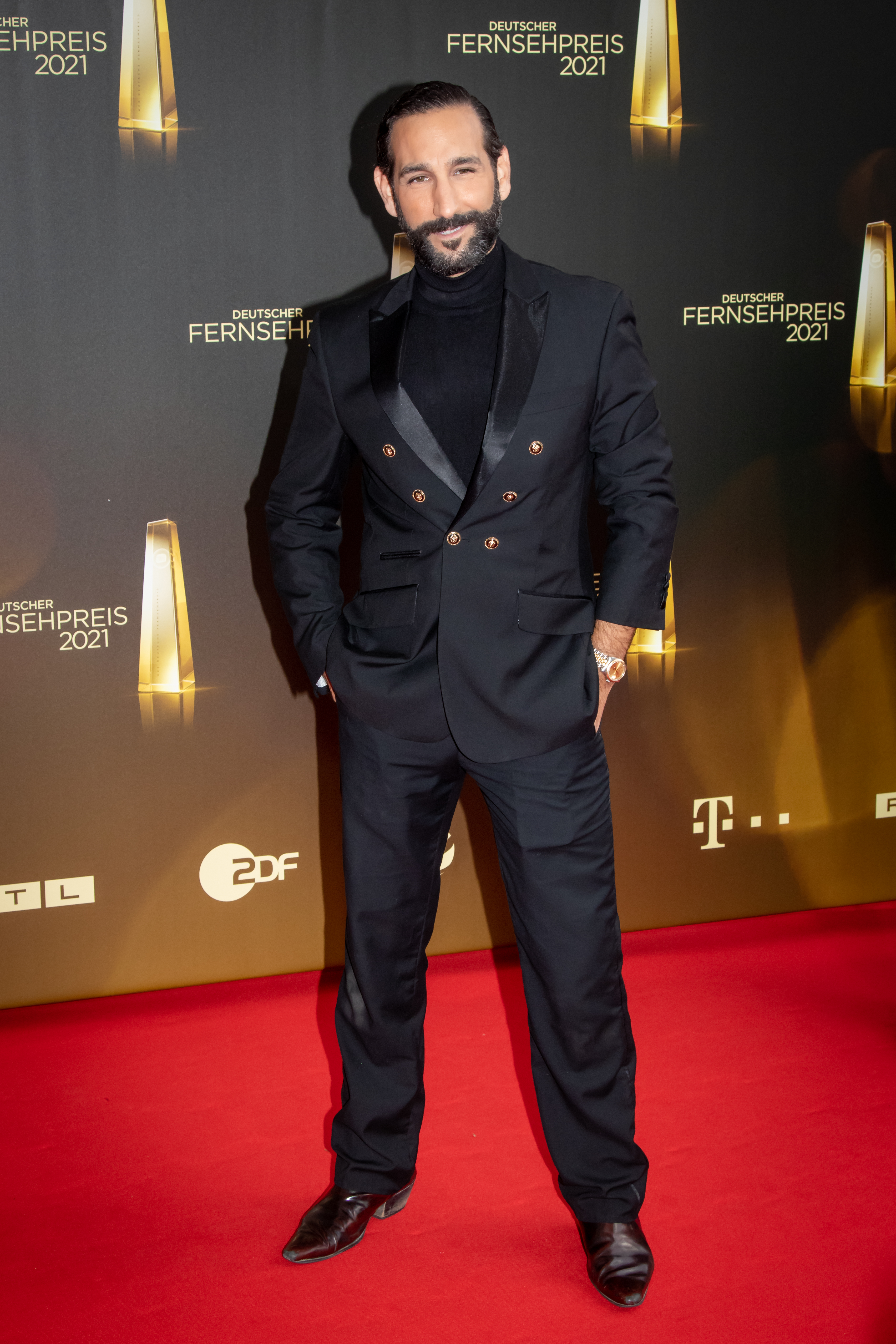
Massimo Sinató (2021)

Massimo Sinató (* 2. Dezember 1980 in Mannheim) ist ein deutscher Profitänzer in der Sparte Lateinamerikanische Tänze, Tanzsporttrainer und Choreograf. Er wurde ab 2010 durch seine Teilnahme an Let’s Dance bekannt.

## Privates

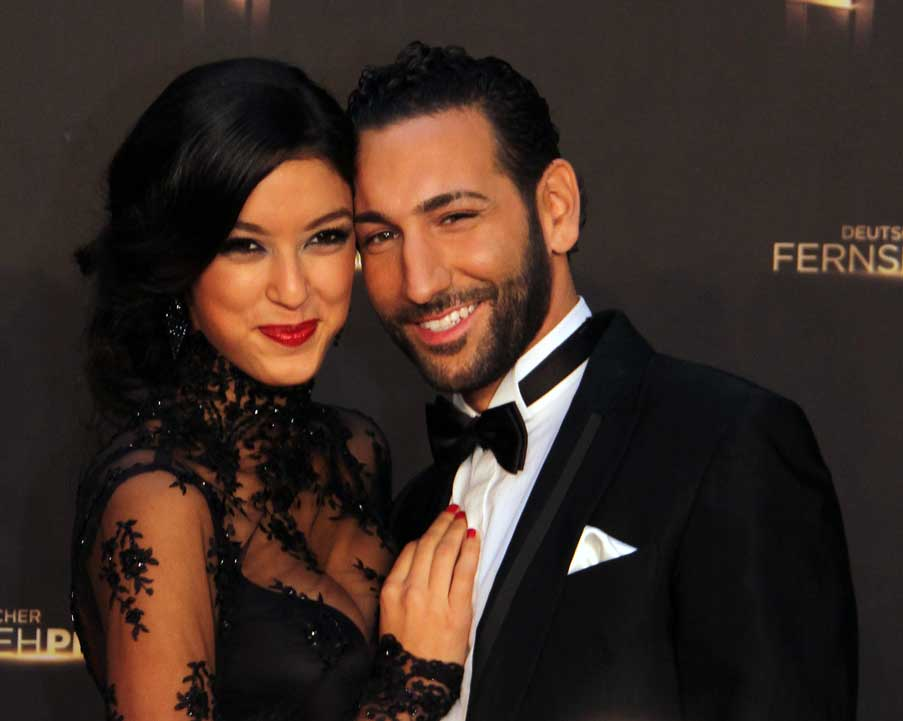
Massimo Sinató und seine Frau Rebecca Mir

Massimo Sinató, Sohn eines Italieners und einer Deutschen, studierte in Mannheim Anglistik und Geschichte. Ab Juni 2011 war er mit seiner Tanzpartnerin Tatjana Kuschill verheiratet. Im September 2011 eröffnete das Paar in Königsbrunn bei Augsburg ein Tanzstudio. Nach der Trennung im August 2012 überließ Sinató das Tanzstudio Kuschill. Seitdem ist er mit Rebecca Mir, seiner Tanzpartnerin aus Let’s Dance 2012, liiert. Das Paar heiratete im Juni 2015 auf Sizilien. Im April 2021 kam ihr gemeinsamer Sohn zur Welt.

## Karriere
Sinató tanzt seit seinem zehnten Lebensjahr. Ab 1992 nahm er an Amateurturnieren teil; 2001 wurde er belgischer Meister. Mit seiner Tanzpartnerin Tatjana Kuschill war er von 2006 bis 2010 bayerischer Meister im S-Latein und mehrfacher DM-Finalist. 2008 war er Zweiter der deutschen Rangliste. 2009 gewann er mit Kuschill das IDSF-Weltranglistenturnier in Spanien. Im August 2010 wechselte das Paar zu den Professionals.
2013 war Sinató Teilnehmer der RTL-Show Die Pool Champions – Promis unter Wasser. Er erreichte dort den zweiten Platz hinter Magdalena Brzeska. Im September 2016 trat Sinató in der ProSieben-Spielshow Schlag den Star an, in der er dem Handballspieler Andreas Wolff unterlag. Im Februar 2020 war er Kandidat bei Das große Promibacken. Er schied in der zweiten Folge aus. Ende 2020 war er Kandidat der Sat.1-Gesangsshow Pretty in Plüsch und erreichte zusammen mit seiner Puppe Didi Rakete den vierten Platz. In der Spielshow Eltons 12 war er im März 2025 mit elf weiteren aus der „Let’s Dance-Familie“ zu sehen.

### Teilnahme an Let’s Dance
Sinató nimmt seit 2010 an dem RTL-Tanzformat Let’s Dance teil. In der dritten Staffel tanzte er mit Sophia Thomalla zum Sieg. Im Folgejahr schied er mit Liliana Matthäus im Viertelfinale aus. Im Wettbewerb der fünften Staffel belegte er 2012 mit Rebecca Mir den zweiten Platz. In der sechsten Staffel tanzte er mit Manuela Wisbeck auf den fünften Platz, in der siebten Staffel mit Larissa Marolt ins Viertelfinale. 2015 war er der Tanzpartner von Minh-Khai Phan-Thi, mit der er den zweiten Platz erreichte. 
In Staffel neun belegte er an der Seite von Jana Pallaske den dritten Platz, wie auch im darauffolgenden Jahr mit Angelina Kirsch. In der 2018 ausgestrahlten 11. Staffel war seine Tanzpartnerin Julia Dietze, 2019 Barbara Becker. Im selben Jahr siegte er mit Ekaterina Leonova beim Special Let’s Dance – Die große Profi-Challenge. 2020 belegte er mit Tanzpartnerin Lili Paul-Roncalli erneut den ersten Platz. Während der 2021 ausgestrahlten 14. Staffel von Let’s Dance war er in Elternzeit und nahm nicht teil. Vordere Ränge belegte er weiterhin 2022 mit Amira Pocher und 2024 mit Lulu Lewe und wiederholte anschließend seinen Erfolg im Profiwettbewerb als Teil des Männerduos.
| Staffel (Jahr)       | Partner            | Platzierung |
| -------------------- | ------------------ | ----------- |
| 03 (2010)            | Sophia Thomalla    | 01.         |
| 04 (2011)            | Liliana Matthäus   | 04.         |
| 05 (2012)            | Rebecca Mir        | 02.         |
| 06 (2013)            | Manuela Wisbeck    | 05.         |
| 07 (2014)            | Larissa Marolt     | 04.         |
| 08 (2015)            | Minh-Khai Phan-Thi | 02.         |
| 09 (2016)            | Jana Pallaske      | 03.         |
| 10 (2017)            | Angelina Kirsch    | 03.         |
| 11 (2018)            | Julia Dietze       | 04.         |
| 12 (2019)            | Barbara Becker     | 06.         |
| Profi-Challenge 2019 | Ekaterina Leonova  | 01.         |
| 13 (2020)            | Lili Paul-Roncalli | 01.         |
| 15 (2022)            | Amira Pocher       | 04.         |
| 16 (2023)            | Sally Özcan        | 10.         |
| 17 (2024)            | Lulu Lewe          | 05.         |
| Profi-Challenge 2024 | Valentin Lusin     | 01.         |
| 18 (2025)            | Paola Maria        | 10.         |

Außerdem nahm er an den Let’s Dance-Ablegern Weihnachts-Special und Llambis Tanzduell teil.

## Auszeichnungen
- 2018: Hutträger des Jahres[9]